# Watersnood in de Bommelerwaard 1861
De watersnoodramp in de Bommelerwaard in januari 1861 was een overstroming die werd veroorzaakt door ijsgang in de Waal. Door kruiend ijs ontstond een ijsdam. In december 1860 was na een periode van strenge vorst veel ijsvorming ontstaan, waarna een periode van dooi voor kruiend ijs zorgde. In een versmalling bij een bocht in de rivier nabij Vuren veroorzaakte het kruiende ijs een ijsdam. Het lukte de omwonenden niet om de dam te doorbreken waarna het water voor de dam begon te stijgen.
Op 5 januari 1861 bezweek de dijk bij Brakel, waarbij 23 huizen werden weggespoeld maar geen slachtoffers waren te betreuren. Op 6 januari bezweek de dijk bij Zuilichem. Ook hierbij waren geen slachtoffers te betreuren. In Aalst liep het water op maandagmorgen 7 januari eveneens over de dijk de huizen binnen.
Uiteindelijk liep vrijwel het gehele westelijke deel van de Bommelerwaard onder water, inclusief de aan de Maas gelegen dorpen Ammerzoden, Hedel, Nederhemert, Rossum en Well alsmede Bruchem, Gameren en Kerkwijk. De dijkdoorbraken zijn wel de redding geweest van Zaltbommel, waar de hoge waterdruk op de dijken voor veel kwelwater zorgde. Na de doorbraken zakte het water maar nieuw hoogwater in februari bracht opnieuw water in de polders.

## Effect

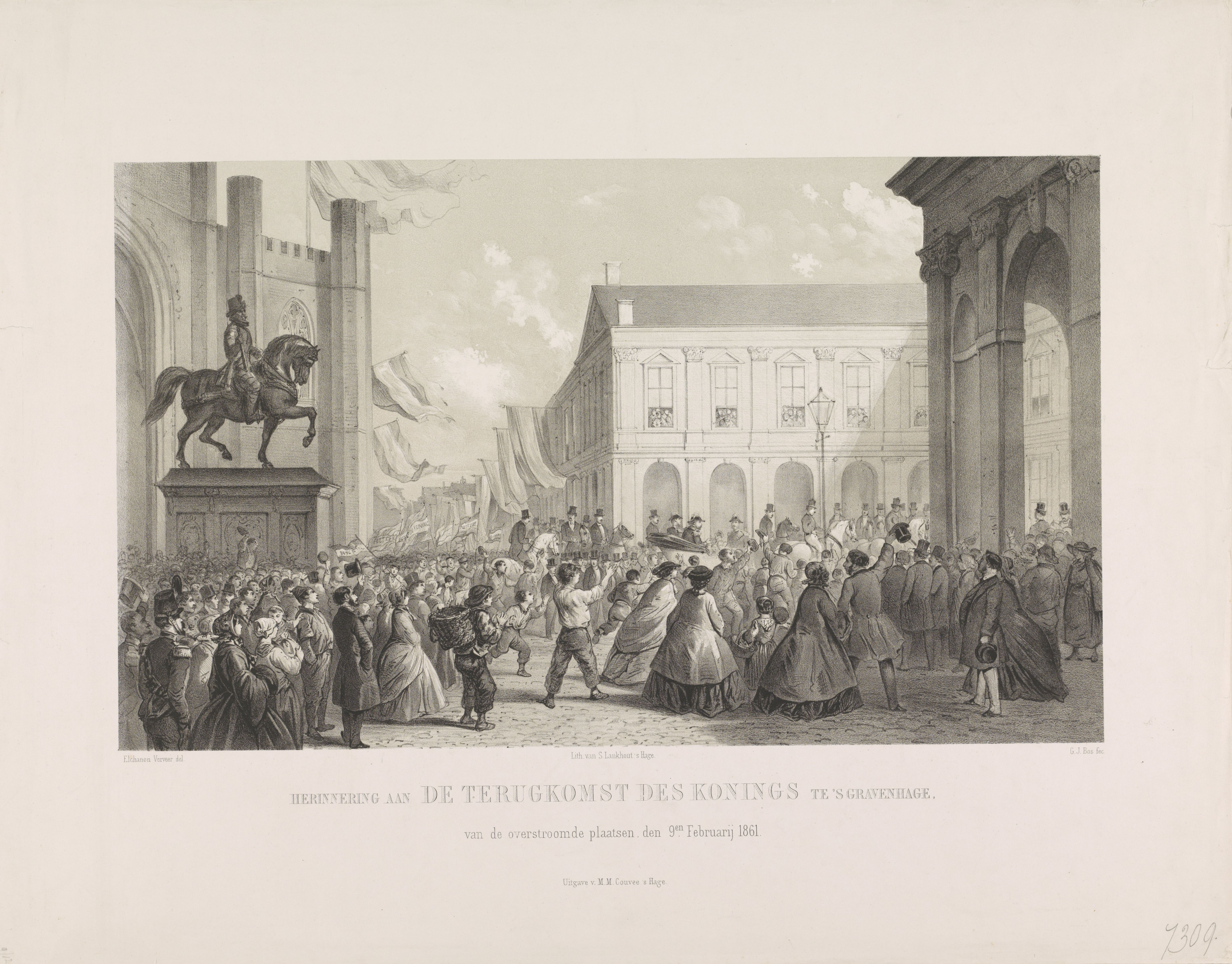
Herinnering aan de terugkomst van de koning van de overstroomde plaatsen

Na deze overstroming, de direct daarop volgende watersnood in het Land van Maas en Waal 1861 en het bezoek van koning Willem III aan Brakel en Beneden-Leeuwen, kondigde Rijkswaterstaat aan een studie te beginnen naar de regulering van de rivieren om te onderzoeken 'welke middelen er zouden aan te wenden zijn, om de ondervonden onheilen zooveel mogelijk te lenigen, en de herhaling er van te verhoeden'. Dit leidde tot de eerste werkzaamheden van de latere Maasverbetering.